# Powiat Gostyński

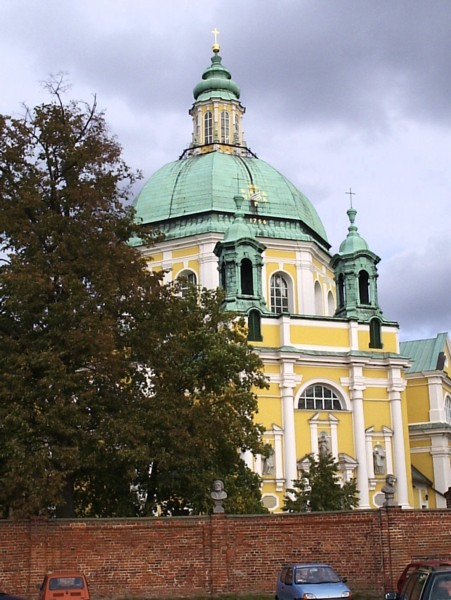
Basilika auf dem heiligen Berg (koło Gostynia)

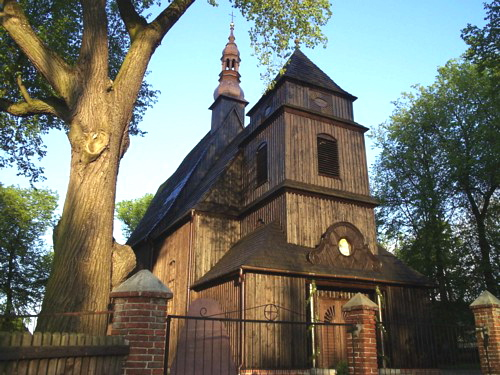
Hölzerne Kirche von Domachowo in der Gmina Krobia

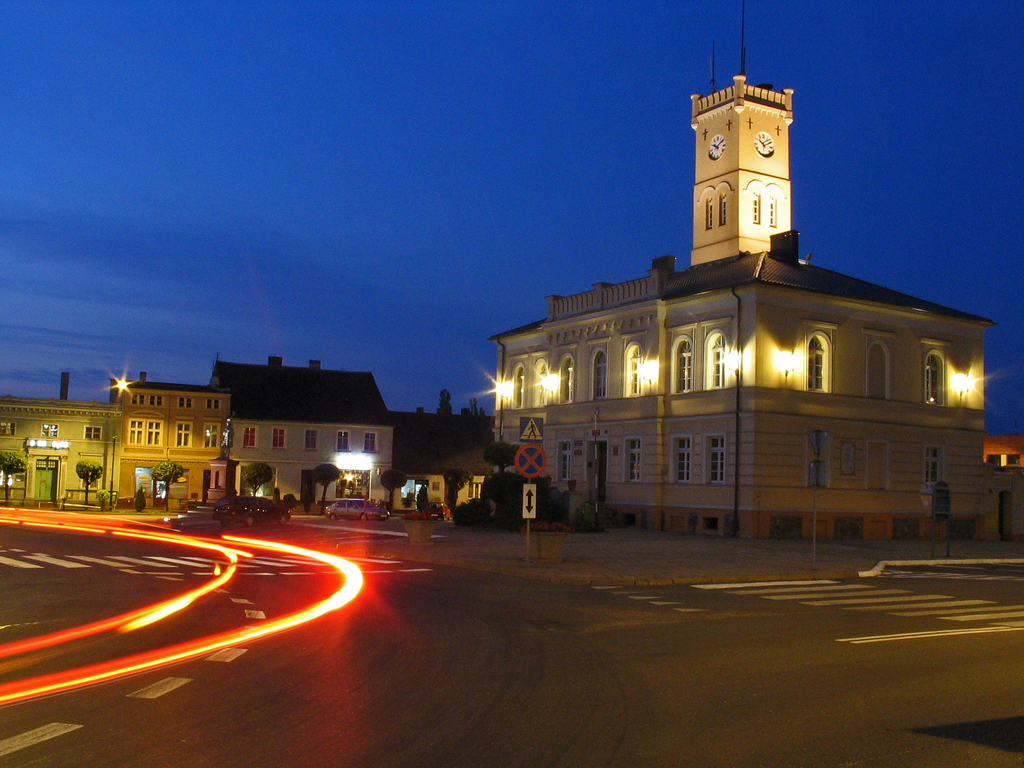
Marktplatz von Krobia

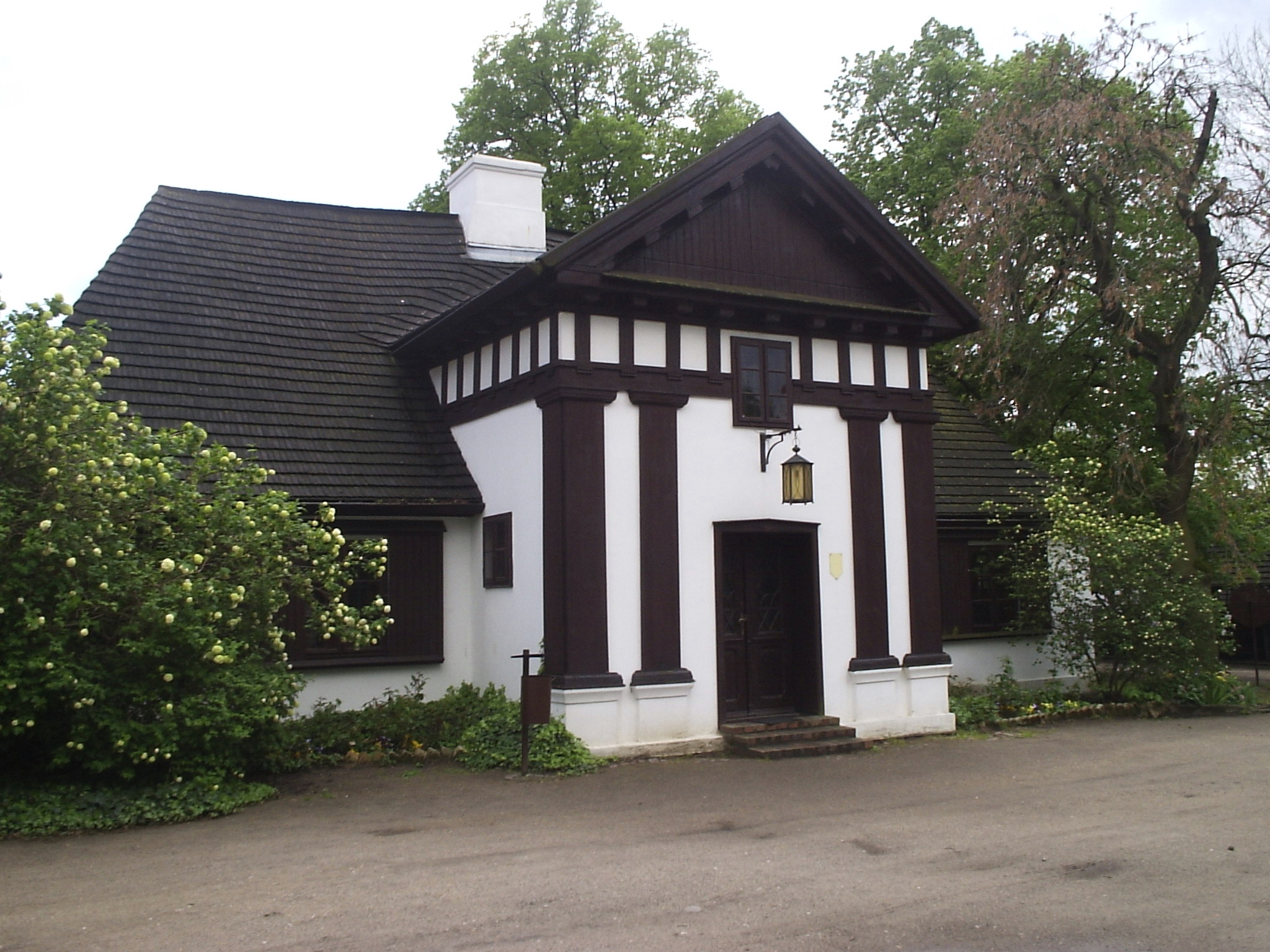
Dwór szlachecki in Grabonóg aus dem Jahr 1749

Der Powiat Gostyński ist ein Powiat (Kreis) im Süden der polnischen Woiwodschaft Großpolen. Sitz der Verwaltung ist die Kreisstadt Gostyń. Die Nachbarpowiate sind im Norden der Powiat Śremski, im Nordosten der Powiat Jarociński, im Osten der Powiat Krotoszyński, im Süden Powiat Rawicki, im Westen Powiat Leszczyński und im Nordwesten der Powiat Kościański.

## Geographie
Der Powiat hat eine Fläche von 810,3 km², auf der 75.684 Einwohner leben. Die Bevölkerungsdichte beträgt 94 Einwohner/km² (2019).

## Demographie
(Angaben vom 30. Juni 2005):
|                       | Bevölkerung | Bevölkerung | davon weiblich | davon weiblich | davon männlich | davon männlich |
| --------------------- | ----------- | ----------- | -------------- | -------------- | -------------- | -------------- |
| Bevölkerung insgesamt | 75'678      | 100 %       | 38'405         | 50,7 %         | 37'273         | 49,3 %         |
| davon in Städten      | 31'961      | 100 %       | 16'525         | 51,7 %         | 15'436         | 48,3 %         |
| davon in Gemeinden    | 43'717      | 100 %       | 21'880         | 50,0 %         | 21'837         | 50,0 %         |

## Politik

### Liste der Starosten
- Elżbieta Palka
- Andrzej Pospieszyński

### Partnerlandkreis
Seit dem 21. November 2001 besteht eine Partnerschaft mit dem Landkreis Unterallgäu.

Seit 2002 erfolgt ein regelmäßiger Schüleraustausch zwischen dem Lyceum von Gostyń und dem Joseph-Bernhart-Gymnasium von Türkheim.

## Wirtschaft und Infrastruktur
Wichtige Betriebe sind:
| Pudliszki SA           | einer der größten Hersteller von fertigen Lebensmittel in Polen |
| Wix-Fitron SA          | Hersteller im Bereich der Produktion von Autofiltern            |
| Mróz Sp. z o.o.        | Fleischverarbeitungsbetrieb                                     |
| Rexam Szkło Gostyń     | Hersteller von Glasverpackungen                                 |
| Molkereigenossenschaft | Produzent einer Reihe von Molkereierzeugnissen                  |
| verschiedene           | Produktion Kutschen und Sportkutschen                           |

### Verkehr
Durch den Landkreis verläuft die Nationalstraße DK 12 sowie die Landstraße 434.
Die nächsten internationalen Flughäfen befinden sich in Posen und Breslau.

### Bildungseinrichtungen
| Anzahl | Bildungseinrichtung         | Anmerkungen                                                          |
| acht   | Vorschulen                  | Auswahl                                                              |
| eine   | Kinderkrippe                | Sloneczko, privat geführt                                            |
| sechs  | allgemeine Vorschulen       | davon zwei privat geführt                                            |
| ein    | Schwesternorden             |                                                                      |
| acht   | Grundschulen                | davon drei in der Stadt Gostyń, insges. 2018 Schüler                 |
| zwei   | Gymnasien                   | beide in der Stadt Gostyń, insges. 1036 Schüler                      |
| eine   | Musikschule                 | Panstwowa Szkola Muzyczna I stopnia (seit 1994)                      |
| zwei   | weiterführende Schulen      | Besuch im Anschluss an eine Gymnasialausbildung möglich              |
| zwei   | Berufsweiterbildungszentren | Ośrodek Doskonalenia Zawodowego sowie Zakład Doskonalenia Zawodowego |

## Kultur und Sehenswürdigkeiten
Touristische Ziele sind:

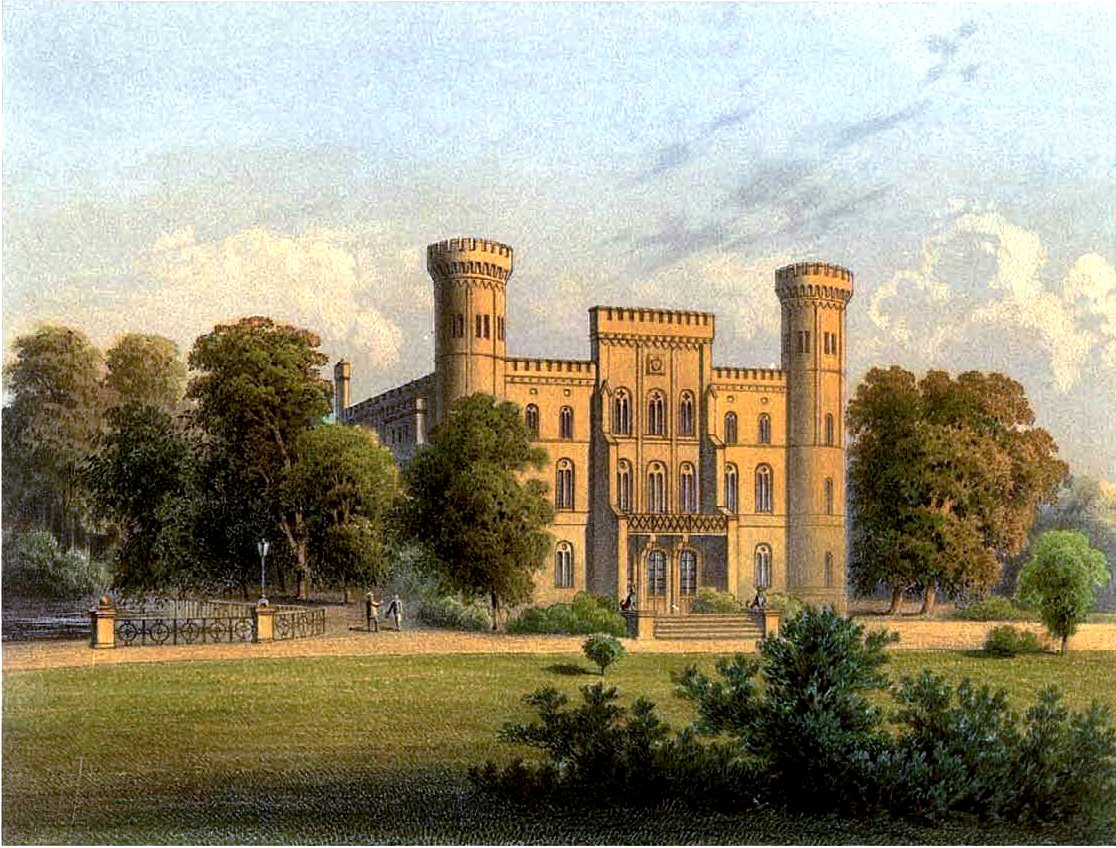
Schloss Rokosowo um 1860, Sammlung Alexander Duncker

- Der am häufigsten von Touristen besuchte Ort ist der Heiligberg (Święta Góra). Dort befindet sich eine Kirche und ein Kloster des Oratoriums des Hl. Philipp Neri. Die Basilika wurde von 1675 bis 1728 gebaut. Die Kirche ist wegen des Kultes des Wundergemäldes der Gottesmutter mit dem Jesuskind berühmt, welches der Kirche 1542 übergeben wurde. Schätzungen sprechen von jährlich 100.000 Pilgern aus ganz Polen.
- Das älteste Denkmal ist die Pfarrkirche Hl. Margarethe, erbaut 1418–1468.
- Hölzerne Kirche in Domachowo
- Schloss Rokosowo
- Schloss Gogolewo
- Regionalmuseum Gostyń
- Museum des Seligen Edmund Bojanowski in Grabonóg.
- Museum für Alte Wagen von Jan Peda in Gostyń.
- Galerie für Skulptur von Czesław Ptak
- Pępowo bietet viele Möglichkeiten zum Reiten und zur Jagd

## Gemeinden
Der Powiat umfasst fünf Stadt-und-Land-Gemeinden sowie zwei Landgemeinden:
| Stadt-und-Land-Gemeinden 1. Borek Wielkopolski (Borek) 2. Gostyń (Gostyn) 3. Krobia (Kröben) 4. Pogorzela (Pogorzela) 5. Poniec (Punitz) | Landgemeinden 1. Pępowo (Pempowo) 2. Piaski (Sandberg) |